# Keitaku-Garten

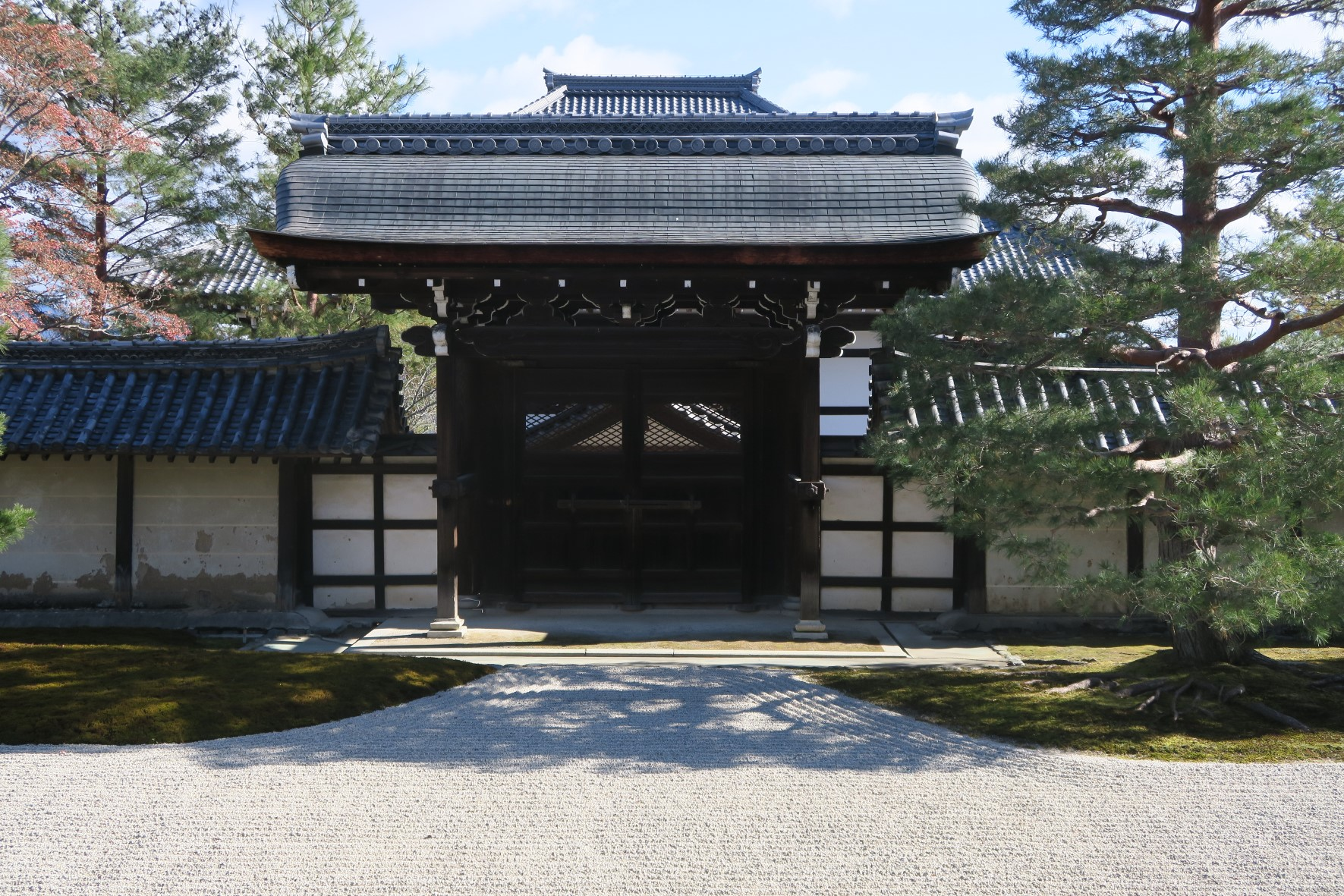
Fujita-Tor zum Keitaku-en

Der Keitaku-Garten (japanisch 慶沢園, Keitaku-en) ist eine kleine  öffentliche  Anlage in Osaka, die einst der Garten der Sumitomo-Familie war.

## Übersicht
Das 15. Oberhaupt der Sumitomo-Familie, Sumitomo Tomoito (住友友純; 1865–1926), veranlasste die Anlage eines Gartens innerhalb seiner Residenz auf der Cha'usu-Anhöhe (茶臼山) in Osaka. Beauftragt wurde Ogawa Jihē (小川治兵衛; 1860–1933), ein bekannten Gartengestalter seiner Zeit. Seinen Namen bekam der Garten von Prinz Fushimi Sadanaru.
Der Garten, um einen großen Teich herum angelegt, ist eine moderne Version des klassischen Wandelgartens (回遊式, Kaiyū-shiki) angelegt. Im Norden führt ein kleiner Wasserfall Wasser zu, am Südrand des Teiches, der einige Inseln enthält, breitet sich ein steiniger Strand (州浜, Suhama) aus. An zwei Stellen werden Einbuchungen durch Steinbalken-Brücken (切石橋, Kiri-ishibashi) überquert. 
Neben dem Zugang zum Park an der Südostseite gibt es ein weiteres (geschlossenes) Tor an der Südwestseite, das als früheres Tor zu einer Fujita-Residenz gehörte. Ein Pavillon an der Ostseite des Teiches mit dem Namen „Azumaya“ (四阿) lädt zum Ausruhen ein. An der Westseite befindet sich ein Pavillon für die Teezeremonie, der den Namen Chōsei-an (長生庵), also „Pavillon des langen Lebens“, trägt. 
Mit einem Baumbestand, bestehend aus Pflaume, Kirsche und Ahorn, ergänzt durch Azaleen, Iris und Seerosen, zeigt sich der Garten zu jeder Jahreszeit in einer anderen Färbung. Ausgewählte Steine in Drachen- oder Bootsform prägen zusätzlich den Garten.

## Bilder

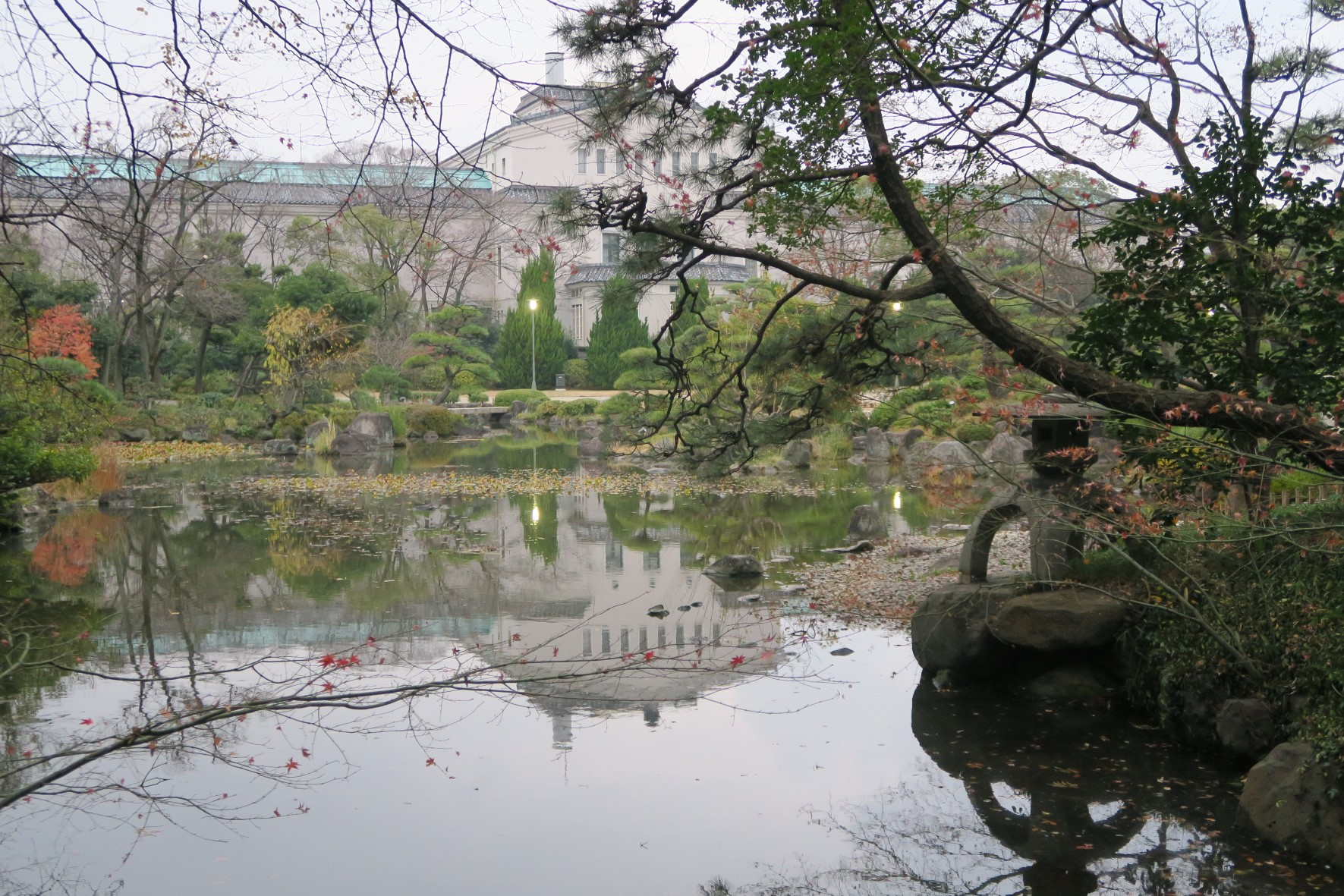
Blick auf das Kunstmuseum Osaka
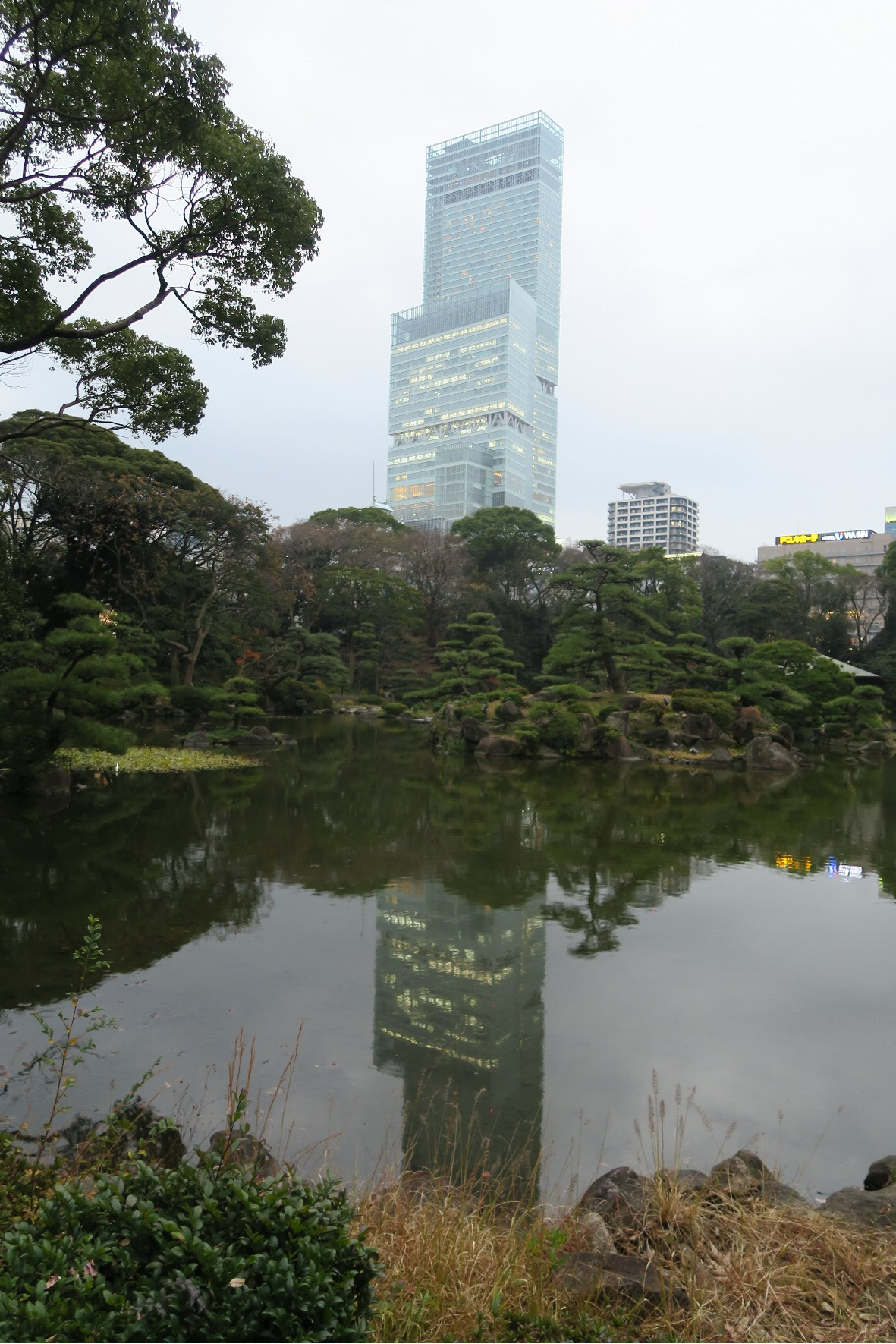

- [A 2]
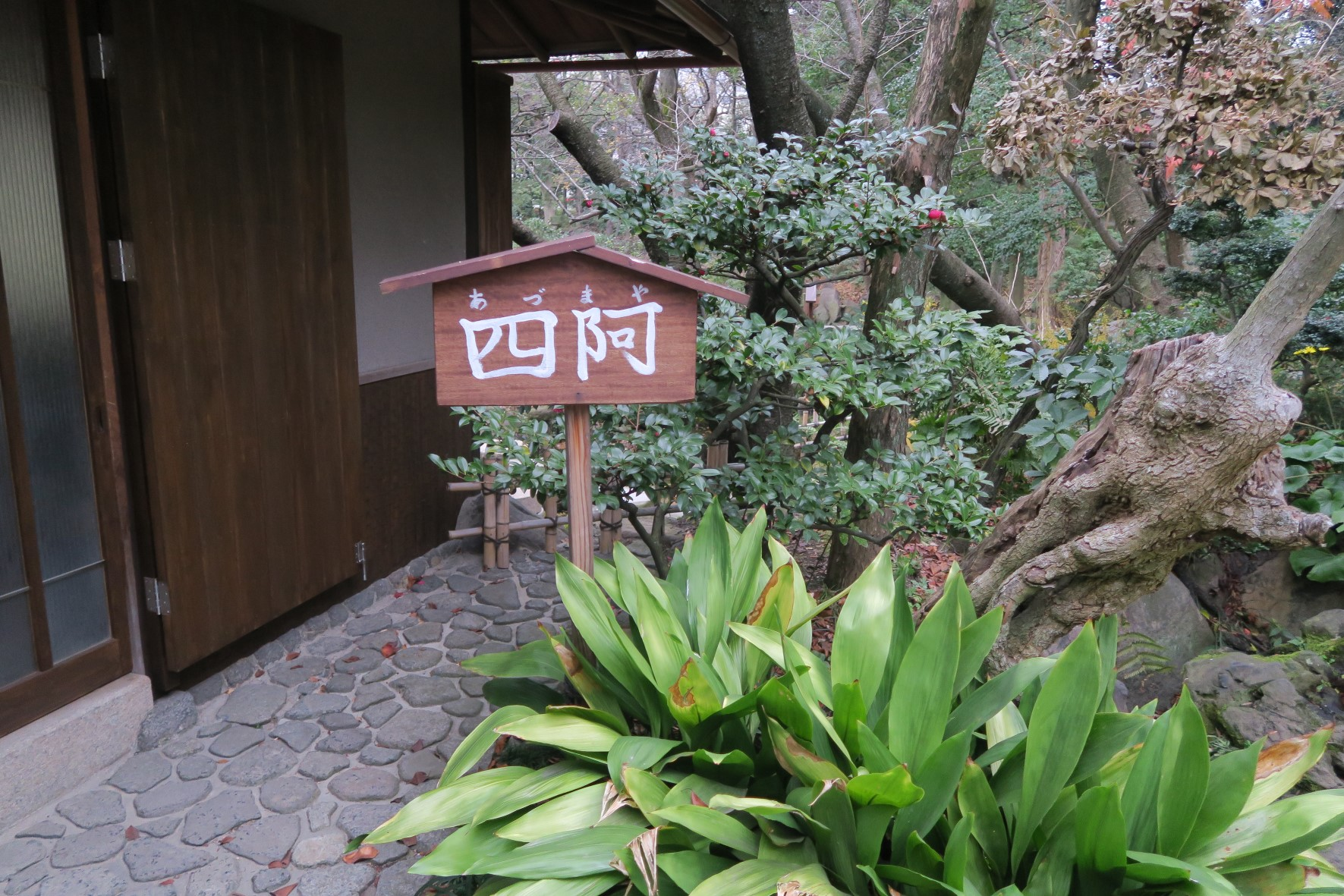
Pavillon im Garten
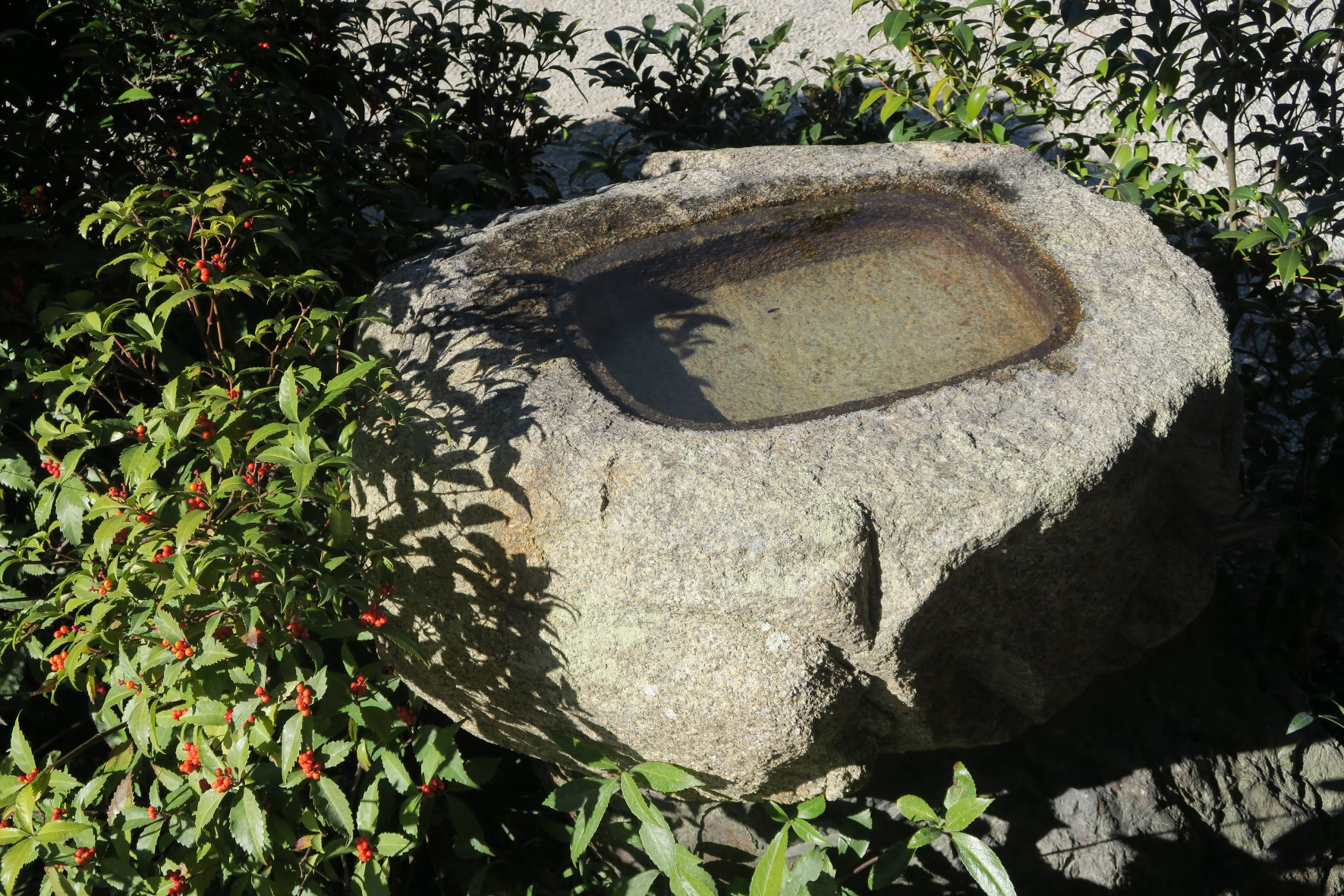
Wasserbecken
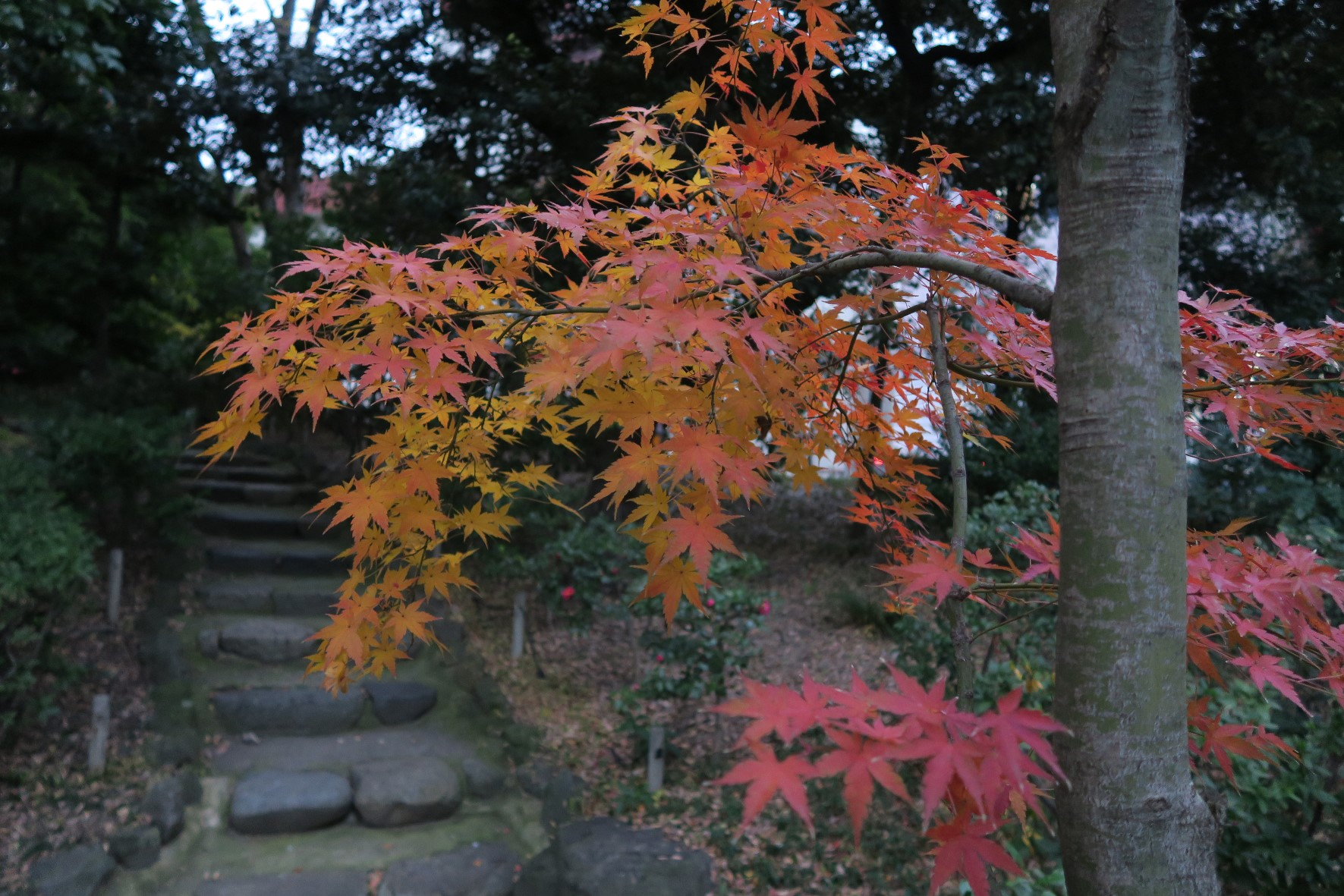
Ahorn